# Caponia simoni
Caponia simoni là một loài nhện trong họ Caponiidae.
Loài này thuộc chi Caponia. Caponia simoni được William Frederick Purcell miêu tả năm 1904.